# Tmesisternus dissimilis
Tmesisternus adspersarius è una specie di coleottero del genere Tmesisternus, famiglia Cerambycidae. Fu descritta scientificamente da Pascoe nel 1868 e abita frequentemente le foreste tropicali della Papua Nuova Guinea e della Nuova Guinea Occidentale. È una specie che raggiunge dimensioni tra i 12 e i 16 mm.